# 주온: 원혼의 부활
《주온 - 원혼의 부활》(Juon - Old Lady In White, Girl In Black)은 일본에서 제작된 미야케 류타 감독의 2009년 공포 영화이다. 주온 시리즈 가운데 10번째를 기념하여 제작되었다. 카고 아이 등이 주연으로 출연하였고 이치세 타카시게 등이 제작에 참여하였다.

## 출연

### 주연
- 카고 아이
- 미나미 아키나

### 조연
- 타카기 마리아
- 츠기하라 카나
- 세토 코지
- 카츠무라 마사노부
- 나카무라 유리
- 마츠시마 료타
- 마츠모토 하나

## 기타
- 원작자: 오이시 케이
- Line PD: 나카무라 카즈키
- 제작책임: 시미즈 다카시
- 프로듀서: 시미즈 다카시
- 공동제작: 니시마에 토시노리

## 출시
이 영화는 2010년 4월 26일 영국에서 주온: 블랙 고스트(Black Ghost)와 함께 DVD로 출시되었으며 2011년 5월 17일 미국에서 DVD와 블루레이로 출시되었다.